# يوجين إي. ليندسي
يوجين إي. ليندسي (بالإنجليزية: Eugene E. Lindsey)‏ هو ضابط أمريكي، ولد في 2 يوليو 1905 في سبراغو في الولايات المتحدة، وتوفي في 4 يونيو 1942 في جزر الميدواي في الولايات المتحدة.